# Paralatindia obscura
Paralatindia obscura är en kackerlacksart som beskrevs av Robert Walter Campbell Shelford 1908. Paralatindia obscura ingår i släktet Paralatindia och familjen Polyphagidae.
Artens utbredningsområde är Peru. Inga underarter finns listade i Catalogue of Life.